# ブラックサポテ
ブラックサポテ（英名 : Black Sapote、学名 : Diospyros nigra）は、メキシコ東部、中央アメリカ、コロンビア南部を原産とするカキノキ科の種である。他に、チョコレートプリンフルーツ（Chocolate Pudding Fruit）、チョコレートガキ（Chocolate Persimmon）、 スペイン語でサポテプリエト（Zapote Prieto）とも呼ばれている。

## 特徴
常緑樹で、成木になると25m以上の高さに成長することがある。霜には弱いが、多少の霜でも耐えることができる。葉は、深緑色で光沢があり、形は卵形から楕円形であり、長さ10-30cmである。雄花しか開花しない樹木、自家不和合性であるが雄花と雌花とを咲かせる樹木がある。種子から育てた場合、果実が実るまで約3-4年かかる。

## 果実

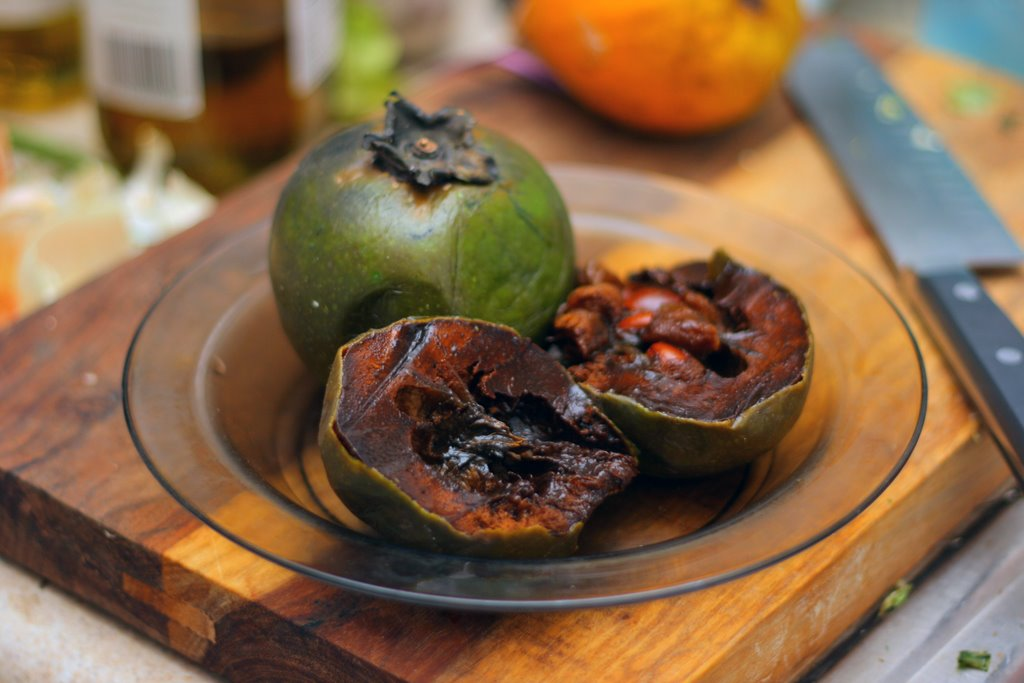
成熟した果実の全体と切片

ブラックサポテの果実は、トマトに似ており、直径5-10cmになる。成熟すると、果皮はオリーブ色から黄色がかった緑色になり、果肉は未熟時は白色であるが、成熟するとチョコレートプリンのような香り、色、歯触りになる。種子は12個以上ある。 歯触りは、パパイヤに似ている。Boning (2006)では、熟した果実は、チョコレートプリンのような味と説明している 。 未成熟の果実には、強烈な渋みと苦味がある。

## 繁殖
繁殖は、通常種子から育成する。数ヶ月間発芽能力があり、種まき後約30日で発芽する。  ブラックサポテの品種の中には、種無しもあるが、その場合、取り木あるいは芽接ぎによって繁殖する。

## 栽培
原産地以外においては、アメリカ合衆国のフロリダ州、テキサス州、アフリカではマダガスカル、アジアでは、インド、ジャワ島、および中国の広東省と海南省で栽培されている。
ブラックサポテは、通常、標高600メートル以下で見られ、土壌はそれほど選ぶことはなく、多少の霜でも耐えることができる。干ばつには弱く、乾燥地では灌漑を必要とするが、洪水のように多雨の環境には強い。 発芽後、3-4年はかなりゆっくり育つが、その後急速に成長する。樹間は10-12 m とる必要がある。 

## 画像

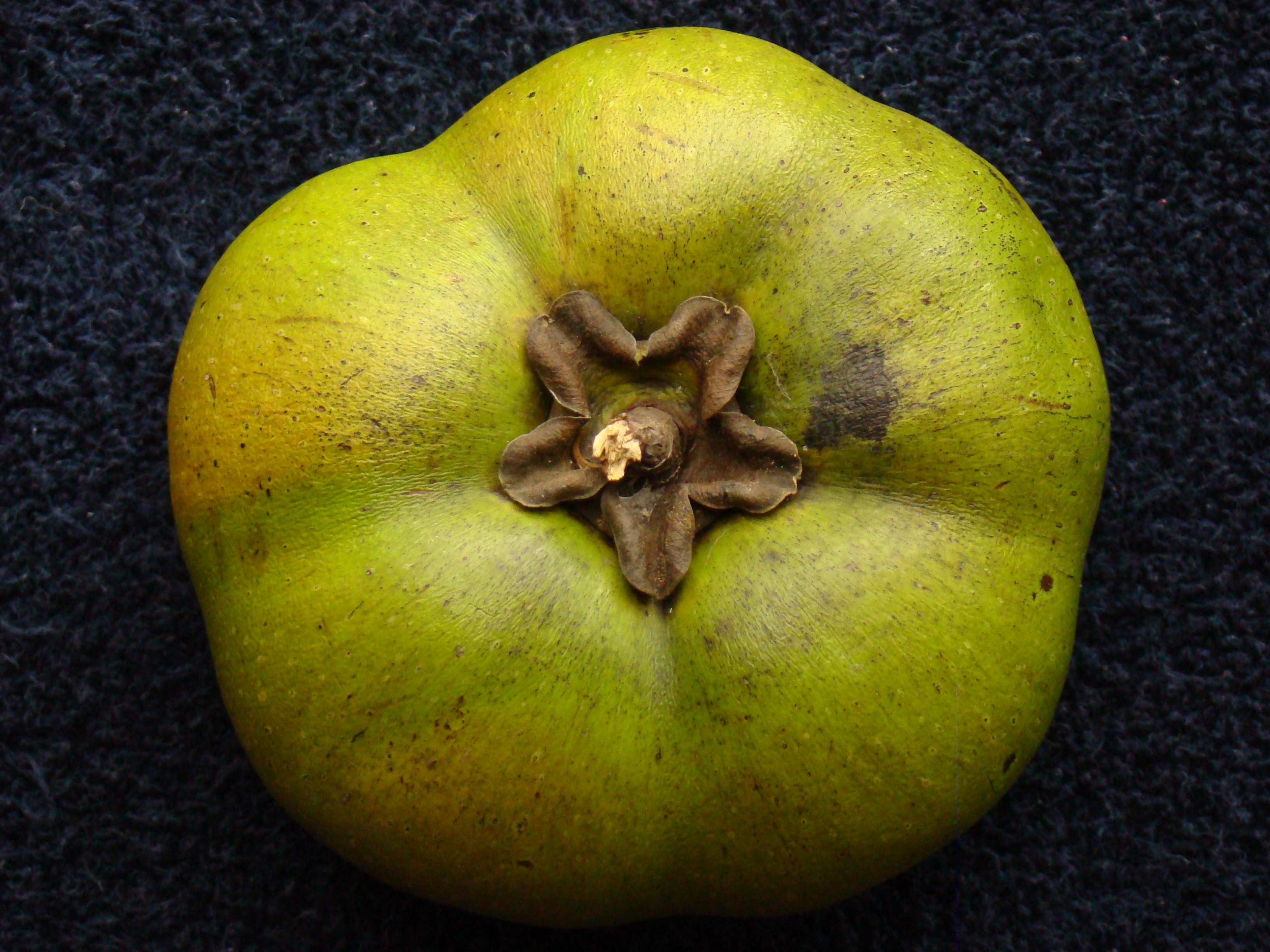
果実1
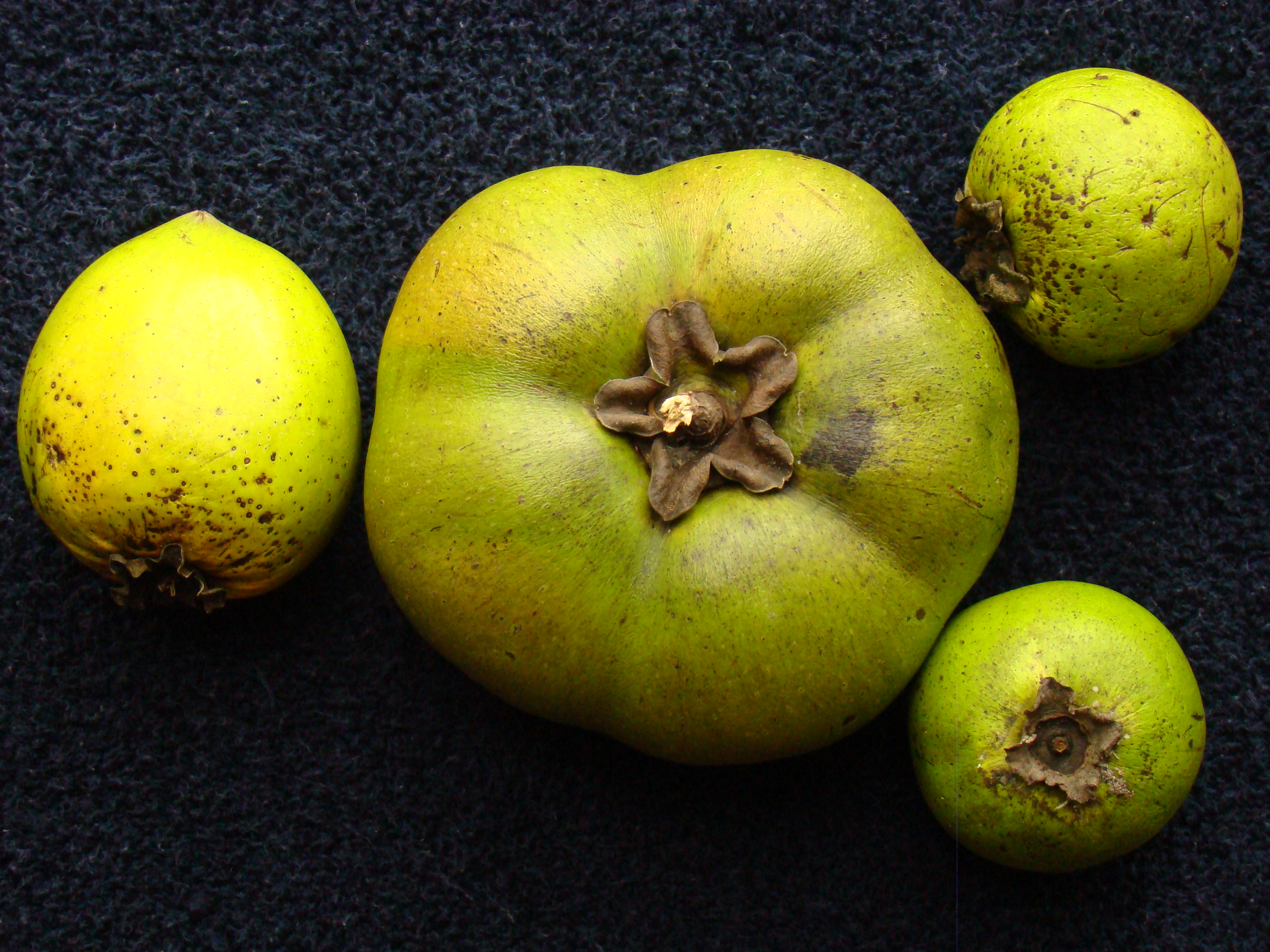
果実2
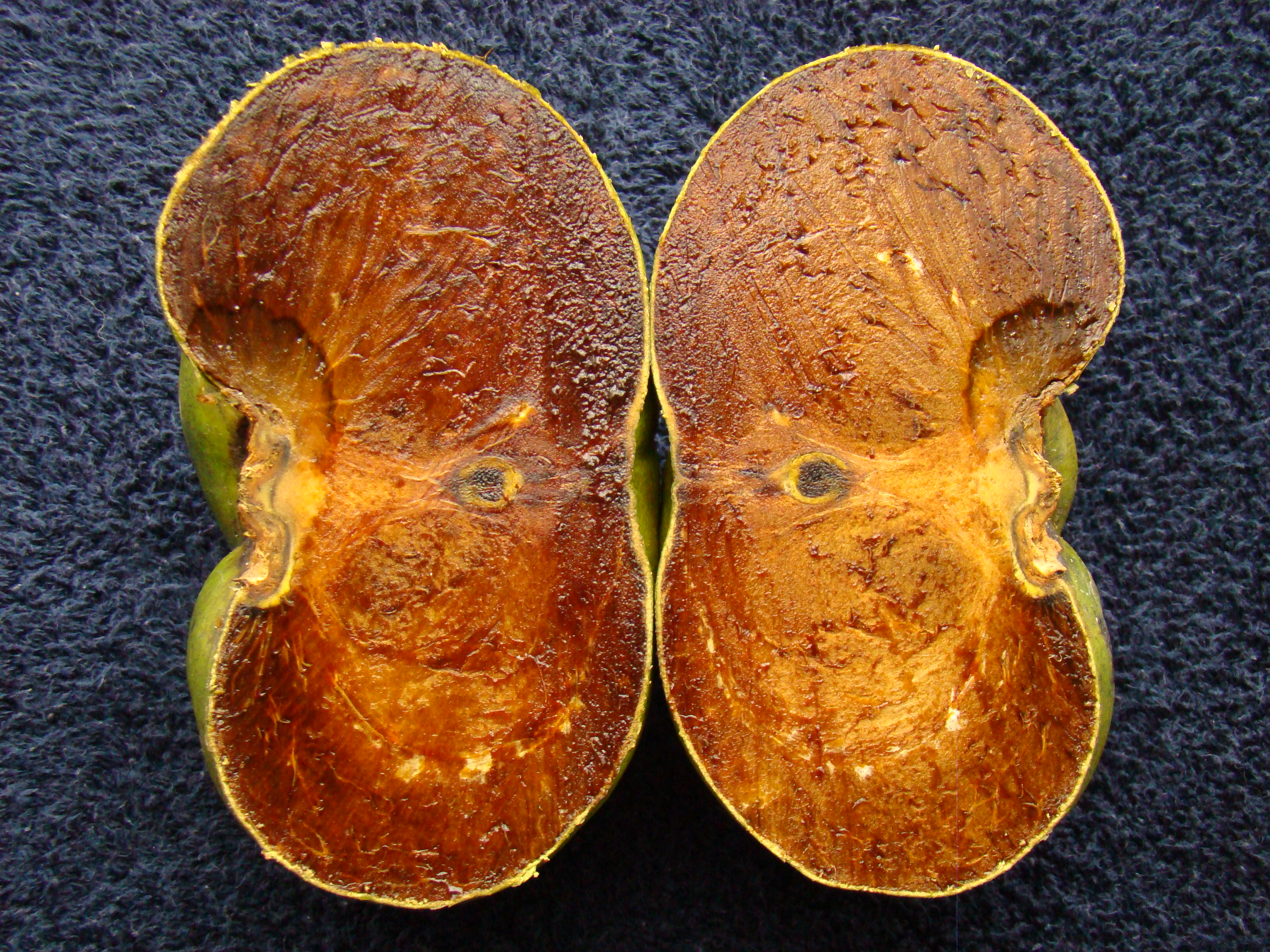
果実3
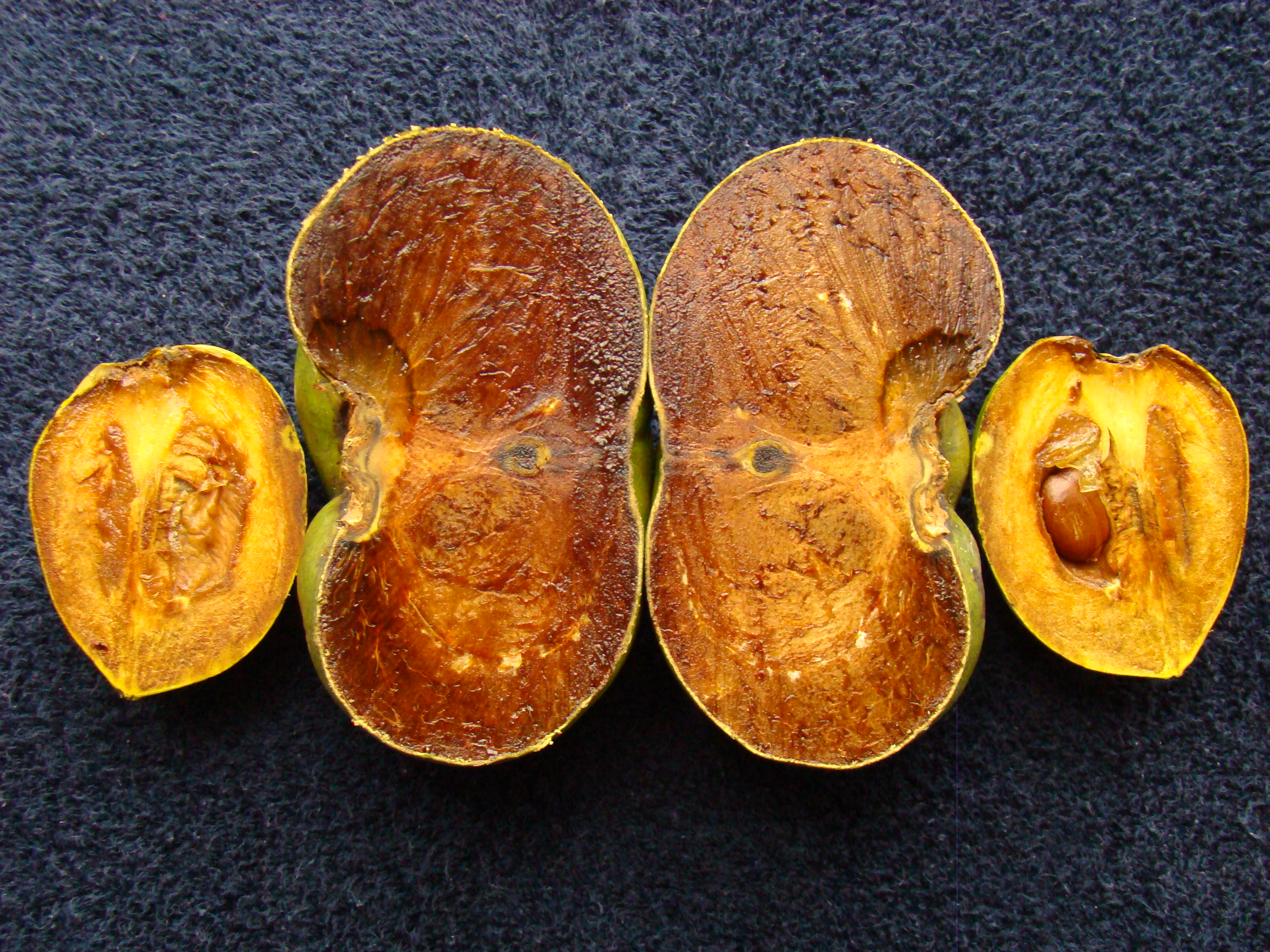
果実4
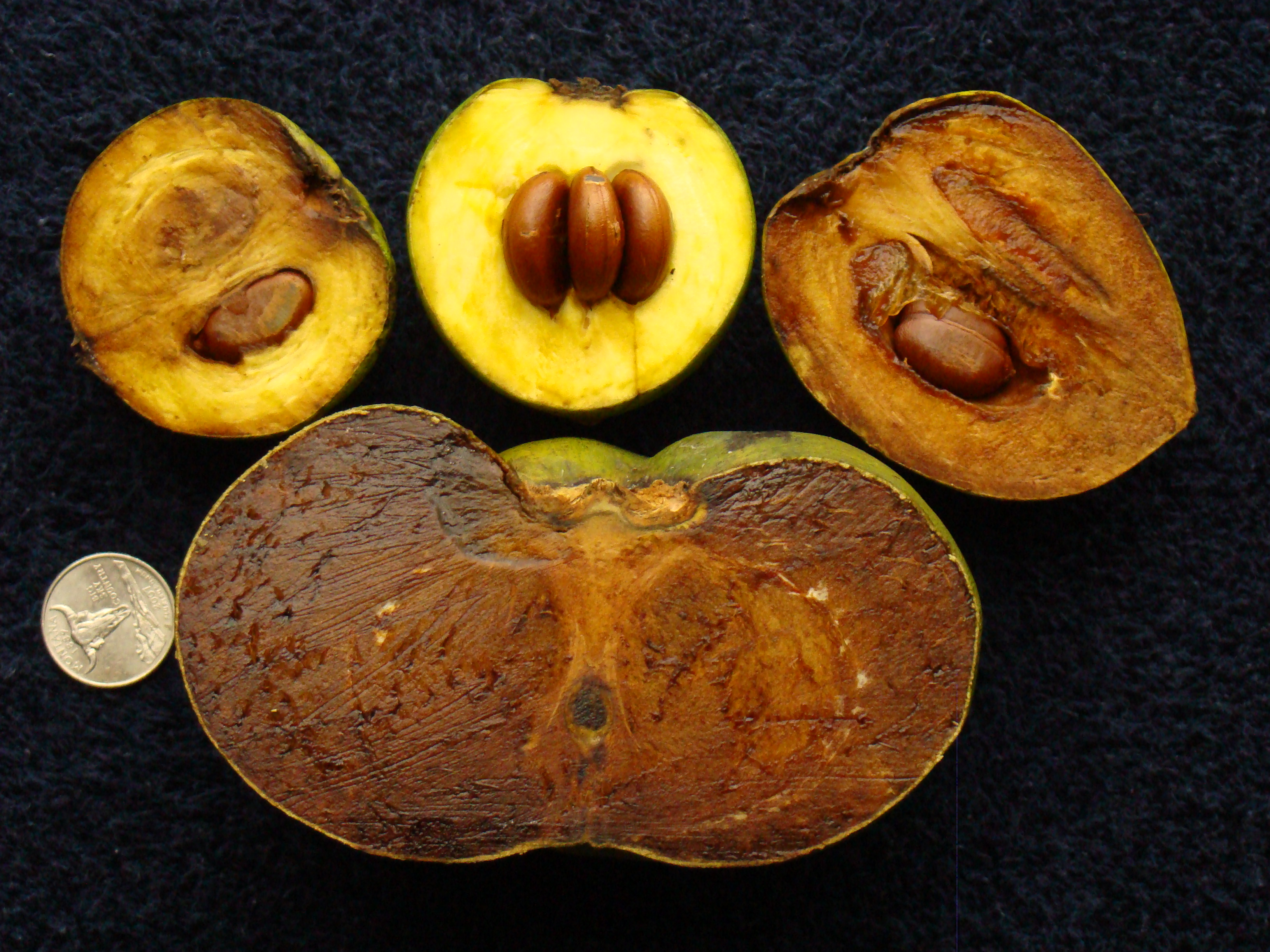
果実5